# 生態心理學
生态心理学是从樸素實在論出发对感知-行动进行研究的科學。生态心理学是一个心理学流派，起源於罗杰·巴克和詹姆斯·J·吉布森的大部分著作。生态心理學家拒绝接受认知心理学对感知提出的主流解释。生态心理学可以分为几个子类别：感知、行动和动力系统。该领域的大部分學者会拒绝感知和行动的分离，认为感知和行动是不可分割的。这些感知是由个人参与与环境相关的情感体验并反思和处理这些体验的能力决定的。这种情感参与的能力則直接影響個體或集體行動、社会资本積纍和环保行为。 

## 相關詞條
- 行动-感知
- 环境光学阵列
- 社区心理学
- 保护心理学
- 具身认知
- 环境设计研究學会
- 进化心理学
- 信息生态學
- 情境认知
- 尤里·布朗芬布伦纳